# Lana in Love
Pour plus de détails, voir Fiche technique et Distribution.
Lana in Love  est un film canadien-américain réalisé par Bashar Shbib, sorti en 1991.

## Synopsis
Lana a fait publier une annonce dans la rubrique « rencontres ». Peu après, arrive chez elle un homme qu’elle croit être le docteur qui a répondu à l’annonce. Mais il s’agit en fait de Marty, un plombier consommateur de bière, envoyé chez Lana par erreur. Le vrai docteur rappelle, et la vie amoureuse de Lana se complique.

## Fiche technique
- Titre : Lana in Love
- Réalisation : Bashar Shbib
- Scénario : Daphna Kastner, Bashar Shbib
- Production : Janet Cunningham, Bashar Shbib
- Photographie : Stephen Reizes
- Montage : Meiyen Chan, Bashar Shbib
- Musique : Harry Mayronne Jr.
- Pays d'origine : États-Unis, Canada
- Langue : anglais
- Durée : 88 min
- Format : couleur, 35 mm
- Budget : 275 000$
- Date de sortie : 17 octobre 1991[1],[2].

## Distribution
- Lana : Daphna Kastner
- Marty :  Clark Gregg
- Kate : Susan Eyton-Jones
- Phil Barton : Ivan E.Roth

## Diffusion
Lana in Love est sorti au Festival du Film de la Nouvelle-Orléans(New Orleans Film Festival), à Toronto au Bloor Cinema, ainsi qu'au Festival international du film de Berlin. Le film a également été présenté au Festival des films du monde dans la section « Cinéma d'aujourd'hui et de demain ». En tout, Lana in Love a été diffusé dans 50 pays.

## Style et genre
Lana in Love reprend et réinvente les conventions des comédies romantiques des années 1940.